# Frederick W. Mote
Frederick Wade Mote (Plainview, Nebraska, 1922. június 2. – Aurora, Colorado, 2005. február 10.) (kínai neve pinjin hangsúlyjelekkel: Móu Fùlǐ; magyar népszerű: Mou Fu-li; kínaiul: 牟复礼; hagyományos kínai: 牟復禮) amerikai sinológus, a Princetoni Egyetem professzora.

## Élete, munkássága
Mote 1943-ban belépett az Amerikai Egyesült Államok Légierejéhez, de egészségi okok miatt nem kaphatott pilóta kiképzést. A légiőre Kínába, Nankingba küldte, hogy kínait tanuljon. 1944-ben csatlakozott a Office of Strategic Serviceshez (a későbbi CIA elődje), és 1946-ig a Távol-Keleten teljesített szolgálatot. 1948-ban a Nankingi Egyetemen diplomázott kínai történelemből. Az Egyesült Államokba hazatérve a Washingtoni Egyetemen folytatta tanulmányait, ahol 1954-ben doktori fokozatot szerzett a 14. századi íróról, Tao Cung-jiről (陶宗儀) írt disszertációjával. Ezt követően a Princetoni Egyetemen helyezkedett el, ahonnan 1987-ben vonult nyugdíjba. 1980-ban Denis C. Twitchett is a Princetonra ment tanítani, akivel szoros baráti és munkatársi kapcsolatban volt. Mintegy nyolc éven keresztól együtt dolgoztak a The Cambridge History of China 7. és 8. kötetének összeállításán. Szerkesztői munkáján kívül Mote 23 fejezetet írt a sorozat köteteibe.
Mote 1950-ben a kínai Ch'en Hsiao-Lant vette feleségül, akivel 55 évig élt házasságban.

## Főbb művei
- The Poet Kao Ch'i, 1335–1374 (1962). Princeton: Princeton University Press
- Mote, Frederick W. (1964). „The Case for the Integrity of Sinology”. The Journal of Asian Studies 23 (4), 531-534. o.
- Intellectual Foundations of China (1971). New York: Knopf
- The Cambridge History of China, Volume 7 – The Ming Dynasty, 1368 – 1644, Part I (edited by Mote and Twitchett) (1988)
- The Cambridge History of China, Volume 7 – The Ming Dynasty, 1368 – 1644, Part II (edited by Mote and Twitchett) (1988)
- Imperial China: 900–1800 (1999). Cambridge, Mass.: Harvard University Press